# Município de Oxford (condado de Butler, Ohio)
O município de Oxford (em inglês: Oxford Township) é um município localizado no condado de Butler no estado estadounidense de Ohio. No ano de 2010 tinha uma população de 23.661 habitantes e uma densidade populacional de 247,6 pessoas por km².

## Geografia
O município de Oxford encontra-se localizado nas coordenadas 39° 31′ 24″ N, 84° 45′ 39″ O. Segundo a Departamento do Censo dos Estados Unidos, o município tem uma superfície total de 95.56 km², da qual 94.72 km² correspondem a terra firme e (0.88%) 0.84 km² é água.

## Demografia
Segundo o censo de 2010, tinha 23.661 habitantes residindo no município de Oxford. A densidade populacional era de 247,6 hab./km². Dos 23.661 habitantes, o município de Oxford estava composto pelo 88.25% brancos, o 3.93% eram afroamericanos, o 0.14% eram amerindios, o 4.9% eram asiáticos, o 0.01% eram insulares do Pacífico, o 0.57% eram de outras raças e o 2.2% pertenciam a duas ou mais raças. Do total da população o 2.16% eram hispanos ou latinos de qualquer raça.